# Fiat (equip ciclista)
L'equip Fiat va ser un equip ciclista francès que competí professionalment entre el 1978 i 1979. No s'ha de confondre amb l'equip belga Fiat France.

## Principals resultats

### A les grans voltes
- Volta a Espanya
  - 0 participacions:

- Tour de França
  - 2 participacions (1978, 1979)
  - 0 victòries d'etapa:
  - 0 victòries final:
  - 0 classificacions secundàries:

- Giro d'Itàlia
  - 0 participacions